# Cara Buono
Cara Buono (ur. 1 marca 1971 roku w Bronksie) – amerykańska aktorka pochodzenia włoskiego, która grała m.in. w serialach Mad Men, Impersonalni i Stranger Things.

## Filmografia

### Filmy
- 1992: Gladiator jako Dawn
- 1992: Kraina wód (Waterland) jako Judy Dobson
- 1994: The Cowboy Way jako Teresa Salazar
- 1995: Dziennik mordercy (Killer: A Journal of Murder) jako Teresa Salazar
- 1995: Kicking and Screaming jako Kate
- 1997: Made Men jako Toni-Ann Antonelli
- 1998: Razem i oddzielnie (Next Stop Wonderland) jako Julie
- 1998: River Red jako Rachel
- 1999: Man of the Century jako Virginia Clemens
- 1999: Two Ninas jako Nina Cohen
- 1999: Chutney Popcorn jako Janis
- 2000: Happy Accidents jako Bette
- 2000: Obława (Takedown) jako Christina Painter
- 2000: Attention Shoppers jako Claire Suarez
- 2003: Hulk jako Edith Banner
- 2004: From Other Worlds jako Joanne Schwartzbaum
- 2006: Artie Lange's Beer League jako Linda Salvo
- 2007: Cthulhu jako Dannie Marsh
- 2010: Betrayed jako Amy Waite
- 2010: Stuff jako Madeline
- 2010: Pozwól mi wejść (Let Me In) jako Claire Suarez
- 2012: The Discoverers jako Nell
- 2012: Dobre małżeństwo (A Good Marriage) jako Betty Pike
- 2012: Papierowe miasta (Paper Towns) jako Connie Jacobsen
- 2015: Half the Perfect World jako Sonia
- 2018: Monsters and Men jako Stacey
- 2018: Diabelskie nasienie jako Angela Grossman, ciocia Emmy

### Seriale
- 2006–2007: Rodzina Soprano jako Kelli Moltisanti
- 2010: Mad Men jako Faye Miller
- 2014–2015: Impersonalni jako Martine Rousseau
- od 2016: Stranger Things jako Karen Wheeler